# Guido Ziccone
Guido Ziccone (Taurianova, 1º marzo 1938) è un politico e avvocato italiano.

## Biografia
Avvocato penalista, docente ordinario di diritto penale all'Università di Catania, ha insegnato anche nelle Università di Siena, Catanzaro e Mogadiscio. Dal 1986 al 1990 è eletto membro del Consiglio superiore della magistratura. Consigliere comunale di Catania per la Democrazia Cristiana nel 1988, diviene l'anno successivo sindaco dello stesso comune e lo resta fino al gennaio 1991.
Dal 1995 al 1998 è nominato Presidente della Fondazione Sicilcassa.
Nel 2001 è eletto senatore nella lista di Forza Italia. Rieletto nel 2006, è coordinatore comunale di Forza Italia. Nel 2008 non viene ricandidato.
Dal 17 aprile 2010 è Presidente dell'"Istituto musicale Vincenzo Bellini" di Catania.